# Qiu Hongmei
Qiu Hongmei (en chino: 邱红梅; 2 de marzo de 1983) es una deportista china que compitió en halterofilia. Ganó dos medallas de oro en el Campeonato Mundial de Halterofilia, en los años 2006 y 2007.

## Palmarés internacional
| Campeonato Mundial | Campeonato Mundial              | Campeonato Mundial | Campeonato Mundial |
| Año                | Lugar                           | Medalla            | Categoría          |
| ------------------ | ------------------------------- | ------------------ | ------------------ |
| 2006               | Santo Domingo (Rep. Dominicana) | Medalla de oro     | 58 kg              |
| 2007               | Chiang Mai (Tailandia)          | Medalla de oro     | 58 kg              |